# Le Manoir du diable
Le Manoir du diable (la Casa del diable) és una pel·lícula muda curta francèsa de 1896 dirigida per Georges Méliès. La pel·lícula, que representa un breu esbós pantomimitzat a l'estil d’una fantasia còmica teatral, narra la història d’una trobada amb el Diable i diversos fantasmes auxiliars. Es pretén evocar diversió i meravella en el seu públic, més que no pas por. No obstant això, a causa dels seus temes i personatges, la pel·lícula ha estat considerada tècnicament com la primera pel·lícula de terror. Aquesta classificació també es pot atribuir a la representació de la pel·lícula d’un ésser humà que es transforma en ratpenat, un element argumental que ha portat alguns observadors a etiquetar l’obra com la primera pel·lícula de vampirs. La pel·lícula també és innovadora en durada; el seu temps de funcionament de més de tres minuts va ser ambiciós per a la seva època.
Un any després es va produir una única nova versió amb el títol "Le Château hanté" (El castell encantat), que sovint es confon amb aquesta pel·lícula. Es creia que la pel·lícula estava perduda fins al 1988, quan es va trobar una còpia a la Filmoteca de Nova Zelanda.

## Argument
La pel·lícula s'obre amb un ratpenat gran volant cap a un castell medieval. El ratpenat envolta l’habitació abans de canviar-se de sobte pel diable. Mefistòfeles produeix un calder i un ajudant, que l’ajuda a conjurar una dona del calder.
La sala es neteja poc abans que entrin dos cavallers. L’assistent del diable els punxa amb una forca a les seves esquenes abans de transportar-se instantàniament a diferents zones de l’habitació, confonent la parella i provocant la fugida d’un. El segon es queda i pateix diversos altres trucs contra ell, com ara el trasllat de mobles i l'aparició sobtada d'un esquelet. El cavaller no s'immuta, utilitzant una espasa per atacar l'esquelet, que després es converteix en un ratpenat, i després en Mefistòfil, que conjura quatre espectres per sotmetre l’home. Recuperat de l'atac dels espectres, l'home queda visiblement atordit i porta la dona del calderó, que l'impressiona amb la seva bellesa. Mefistòfeles la converteix llavors en una vella bruixa marcida davant dels ulls de l'home, i després de nou en els quatre espectres.
Torna el segon cavaller i, després d’una breu demostració de valentia, torna a fugir, aquesta vegada saltant per sobre de la vora del balcó. Després que els espectres desapareguin, el cavaller s'enfronta cara a cara amb el Diable abans d’aconseguir i brandar un gran crucifix, cosa que fa desaparèixer el dimoni.

## Producció
Le manoir du diable es va filmar a l'exterior al jardí de la propietat de Méliès a Montreuil (Sena Saint-Denis), amb paisatges pintats.
A l'època de Méliès, els actors de cinema actuaven de manera anònima i no es proporcionaven crèdits. Tanmateix, se sap que Jehanne d'Alcy, una exitosa actriu escènica que va aparèixer en moltes de les pel·lícules de Méliès i que després es va convertir en la seva segona esposa, interpreta la dona que surt del calder. L'historiador del cinema Georges Sadoul va plantejar la hipòtesi que el diable de la pel·lícula era interpretat per Jules-Eugène Legris, un mag que va actuar al Théâtre Robert-Houdin de Méliès a París i que més tard va fer una aparició a la famosa pel·lícula de Méliès de 1902 Le Voyage dans la Lune.
La pel·lícula va ser estrenada per l'estudi de Méliès, coneguda habitualment com a Star Film Company, i tenia un número 78-80 als seus catàlegs. Es desconeix si la pel·lícula es va estrenar a finals de l'any 1896 o a principis de 1897, però no s'ha de confondre amb Le Château hanté, feta per Méliès més tard el 1897.

## Recepció
Al llibre Universal Monsters: Origins, Christopher Ripley escriu: "Si Méliès tirava per terror, no ho va aconseguir. Inicialment, la pel·lícula era divertida per al seu públic en lloc de provocar terror... El que també va destacar la pel·lícula va ser l'ús de Méliès de la cinematografia per transformar uns personatges en altres. Tot i que no existia la tecnologia per crear aquest tipus de visuals, Méliès va utilitzar eines limitades i la seva imaginació per crear una producció relativament impressionant."